# Ortenburg
Ortenburg è un comune tedesco di 7 433 abitanti, situato nel land della Baviera.